# Pianoconcert (Lutosławski)
Witold Lutosławski voltooide zijn enige Pianoconcert op 20 januari 1980. Het pianoconcert is geschreven in een tijd dat de componist zijn draai had gevonden binnen zijn eigen genre. Een voorloper van dit werk, de Symfonie nr. 2 deed daarbij nogal geforceerd aan. In het pianoconcert, dat uiterst modern klinkt, klinken de noten/tonen natuurlijker. 
Het werk bestaat uit vier delen (I, II, III en IV genaamd), die weer onderling zijn opgebouwd uit kleinere secties. In deel I worden in de secties 1 en 3 de thema’s speels neergezet, in secties 2 en 4 strakker. Deel II is een soort moto perpetuo en een directe inleiding tot deel III. Deel III begint met een solopiano (zonder begeleiding), waarna in het middenstuk het orkest zijn intrede doet. De derde sectie is een cantilena, weer voor de solist alleen. Deel IV laat een variant van een chaconne horen, het thema komt diverse keren terug. Als het thema voor het laatst in het volledige orkest klinkt volgt nog een solo voor de pianist en een coda.      
Het werk was voor het eerst te horen in het kleine Festspielhaus te Salzburg op 19 augustus 1989, solist was Krystian Zimerman, de begeleiding werd verzorgd door het Symfonieorkest van de Oostenrijkse Omroep onder leiding van de componist. Het Salzburger Festspiele gaf opdracht voor dit werk.
Het werk is geschreven voor:
- solopiano
- 3 dwarsfluiten (III ook piccolo), 3 hobo’s,  3 klarinetten (II ook esklarinet, III ook basklarinet, 3 fagotten (III ook contrafagot)
- 4 hoorns, 2 trompetten, 3 trombones, 1 tuba
- pauken,  3 man/vrouw percussie, 1 harp
- violen, altviolen, celli, contrabassen

## Discografie
- Uitgave EMI Group: Leif Ove Andsnes met het Symphonieorchester des Bayerischen Rundfunks o.l.v. Franz Welser-Möst
- Uitgave Chandos: Louis Lortie met het BBC Symphony Orchestra o.l.v. Edward Gardner
- Uitgave Naxos: Piotr Paleczny met het Pools Nationaal Radio-Symfonieorkest o.l.v. Antoni Wit
- Uitgave CD Accord: Eva Poblocka met het Pools Nationaal Radio-Symfonieorkest o.l.v. de componist
- Uitgave Deutsche Grammophon: Krystian Zimerman met het BBC Symphony Orchestra o.l.v. de componist